# مسافة تقاطع المدار الدنيا

مدار الكويكب (4953) 1990 MU لة مسافة تقاطع مدار دنيا قدرها 0.0276 وحدة فلكية، ويصنف على أنه جرم كامن الخطر

في علم الفلك مسافة تقاطع المدار الدنيا هي مقياس يستخدم في الفلك لتقييم المقاربات القريبة المحتملة ومخاطر الاصطدام بين الأجسام الفلكية. وتعرف بأنها المسافة بين أقرب نقاط المدارات المماسية لجسمين. والأهم من ذلك هو خطر الاصطدام بالأرض؛ فإن مسافة تقاطع المدار الدنيا بين جرم فلكي والأرض تسمى مسافة تقاطع المدار الأرضي الدنيا. غالبا ما يتم إدراج مسافة تقاطع المدار الأرضي الدنيا على قواعد بيانات المذنب والكويكب مثل قاعدة بيانات مختبر الدفع النفاث لأجرام النظام الشمسي الصغيرة. وتحدد أيضا قيم مسافة تقاطع المدار الدنيا المتعلقة بالأجرام الأخرى : مسافة تقاطع مدار المشتري الدنيا، مسافة تقاطع المدار الزهرة الدنيا وهكذا.
ويصنف الجرم الفلكي على أنه كامن الخطر - أي يشكل خطرا محتملا على الأرض - إذا كانت مسافة تقاطع المدار الدنيا للأرض، (ضمن شروط أخرى)، أقل من 0,05 وحدة فلكية. أما بالنسبة إلى الأجسام الأضخم من الأرض، مسافة تقاطع المدار الدنيا أكبر ؛ على سبيل المثال، المشتري تعتبر مسافة تقاطع المدار الدنيا لة أقل من 1 وحدة فلكية .

## أجرام كامنة المخاطر
| الجرم              | مسافة تقاطع المدار الأرضي الدنيا (و.ف) | الحجم(م) (تقريبي) | (H)  | حاليا على نظام الحارس |
| ------------------ | -------------------------------------- | ----------------- | ---- | --------------------- |
| (177049) 2003 EE16 | 0.00005 AU (7,500 كـم؛ 4,600 ميل)      | 320               | 19.7 |                       |
| 2009 WM1           | 0.00009 AU (13,000 كـم؛ 8,400 ميل)     | 280               | 20.4 |                       |
| (292220) 2006 SU49 | 0.00034 AU (51,000 كـم؛ 32,000 ميل)    | 380               | 19.5 |                       |
| (137108) 1999 AN10 | 0.00036 AU (54,000 كـم؛ 33,000 ميل)    | 1300              | 17.9 |                       |
| 2007 TU24          | 0.00042 AU (63,000 كـم؛ 39,000 ميل)    | 250               | 20.3 |                       |
| (367789) 2011 AG5  | 0.00049 AU (73,000 كـم؛ 46,000 ميل)    | 140               | 21.8 |                       |
| (308635) 2005 YU55 | 0.00050 AU (75,000 كـم؛ 46,000 ميل)    | 360               | 21.9 |                       |
| (35396) 1997 XF11  | 0.00061 AU (91,000 كـم؛ 57,000 ميل)    | 2000              | 16.9 |                       |
| 99942 أبوفيس       | 0.00074 AU (111,000 كـم؛ 69,000 ميل)   | 325               | 19.7 | نعم                   |
| 2007 VK184         | 0.00076 AU (114,000 كـم؛ 71,000 ميل)   | 130               | 22.0 |                       |
| 2011 BT15          | 0.00084 AU (126,000 كـم؛ 78,000 ميل)   | 150               | 21.8 |                       |
| 1997 XR2           | 0.00086 AU (129,000 كـم؛ 80,000 ميل)   | 200               | 20.9 |                       |